# ウィリアム・アフィルス
ウィリアム・フリッツ・アフィルス（William Fritz Afflis、1929年6月27日 - 1991年11月10日）は、アメリカ合衆国のプロレスラー。インディアナ州インディアナポリス出身。ファミリーネームの "Afflis" はスペリングの通り「アフリス」が原音に近いが、本項では日本で定着している表記を使用する。
ディック・ザ・ブルーザー（Dick the Bruiser）のリングネームで活躍し、その名の通りの荒っぽいファイトスタイルから、日本では「生傷男」の異名で呼ばれた。
主戦場としていたAWAとの提携のもと、本拠地のインディアナポリスにてWWAを主宰するなど、プロモーターとしても活動した。

## 来歴
シニアハイスクール時代からアメリカンフットボールで活躍し、インディアナ州ウェストラファイエットのパデュー大学などを経て、1951年にNFLのグリーンベイ・パッカーズに入団した後、1954年にプロレス入り。地元のインディアナを含む中西部地区を活動拠点に、1956年1月14日にはウィスコンシン州ミルウォーキーにてルー・テーズのNWA世界ヘビー級王座に初挑戦した。
ヒールのラフファイターとして殴る蹴るの喧嘩ファイトを押し通し、1957年にはWWWFの前身団体であるキャピトル・レスリング・コーポレーションに参戦。11月19日にニューヨークのマディソン・スクエア・ガーデンにてドクター・ジェリー・グラハムと組み、アントニオ・ロッカ&エドワード・カーペンティアと対戦したが、興奮した観客が暴動を起こし、最終的にはニューヨーク州のアスレチック・コミッションから追放処分を受けている（後述）。
中西部地区では1957年12月13日、ウイルバー・スナイダーを下してデトロイト版のUSヘビー級王座を獲得。以降、1960年代初頭にかけて、スナイダー、バーン・ガニア、カウボーイ・ボブ・エリス、ボボ・ブラジル、フリッツ・フォン・エリックらを相手にタイトルを争った。1963年7月15日にはハワイにてカーティス・イヤウケアを破り、ハワイ版のUSヘビー級王座も奪取している。その後、AWAにて同タイプのクラッシャー・リソワスキーとタッグチームを組み、1963年8月20日にクラッシャーとのコンビでAWA世界タッグ王座を獲得した。
1964年4月22日にはロサンゼルスのワールドワイド・レスリング・アソシエーツにてフレッド・ブラッシーからWWA世界ヘビー級王座を奪取。同年、自身の団体ワールド・レスリング・アソシエーションをインディアナポリスに設立。ロサンゼルス版WWA王座を獲得した同日に、自らをインディアナポリス版WWAの初代世界ヘビー級王者に認定する。ロサンゼルス版のWWA世界ヘビー級王座は同年7月22日にザ・デストロイヤーに敗れて失ったものの、インディアナポリスではベビーフェイスの団体エース兼オーナーとして活躍し、1965年にはジョニー・バレンタインやジン・キニスキーとインディアナポリス版のWWA世界ヘビー級王座を争った。
AWAでもベビーフェイスのポジションに回り、1966年11月12日にはネブラスカ州オマハにてマッドドッグ・バションを破りAWA世界ヘビー級王座を獲得している。クラッシャー・リソワスキーとのタッグでも、ラリー・ヘニング&ハーリー・レイス、クリス・マルコフ&アンジェロ・ポッフォ、マッドドッグ・バション&ブッチャー・バション、ミツ・アラカワ&ドクター・モトなどのチームと抗争を繰り広げ、1968年12月28日にはイリノイ州シカゴにて、当時AWAとWWAの両世界タッグ王者チームだったアラカワ&モトを下し、二冠を手中にした。
以降、1970年代全般に渡り、インディアナポリスのWWAおよび提携団体のAWAを股にかけて活躍。WWAではフラッグシップ・タイトルのWWA世界ヘビー級王座を巡り、ザ・シーク、ブラックジャック・ランザ、ブラックジャック・マリガン、バロン・フォン・ラシク、オックス・ベーカー、アーニー・ラッド、ガイ・ミッチェル、イワン・コロフらと抗争を展開。NWAの総本山だったミズーリ州セントルイスのキール・オーディトリアムにも再三出場し、ドリー・ファンク・ジュニア、ハーリー・レイス、ジャック・ブリスコ、テリー・ファンクら歴代のNWA世界ヘビー級王者に挑戦した。

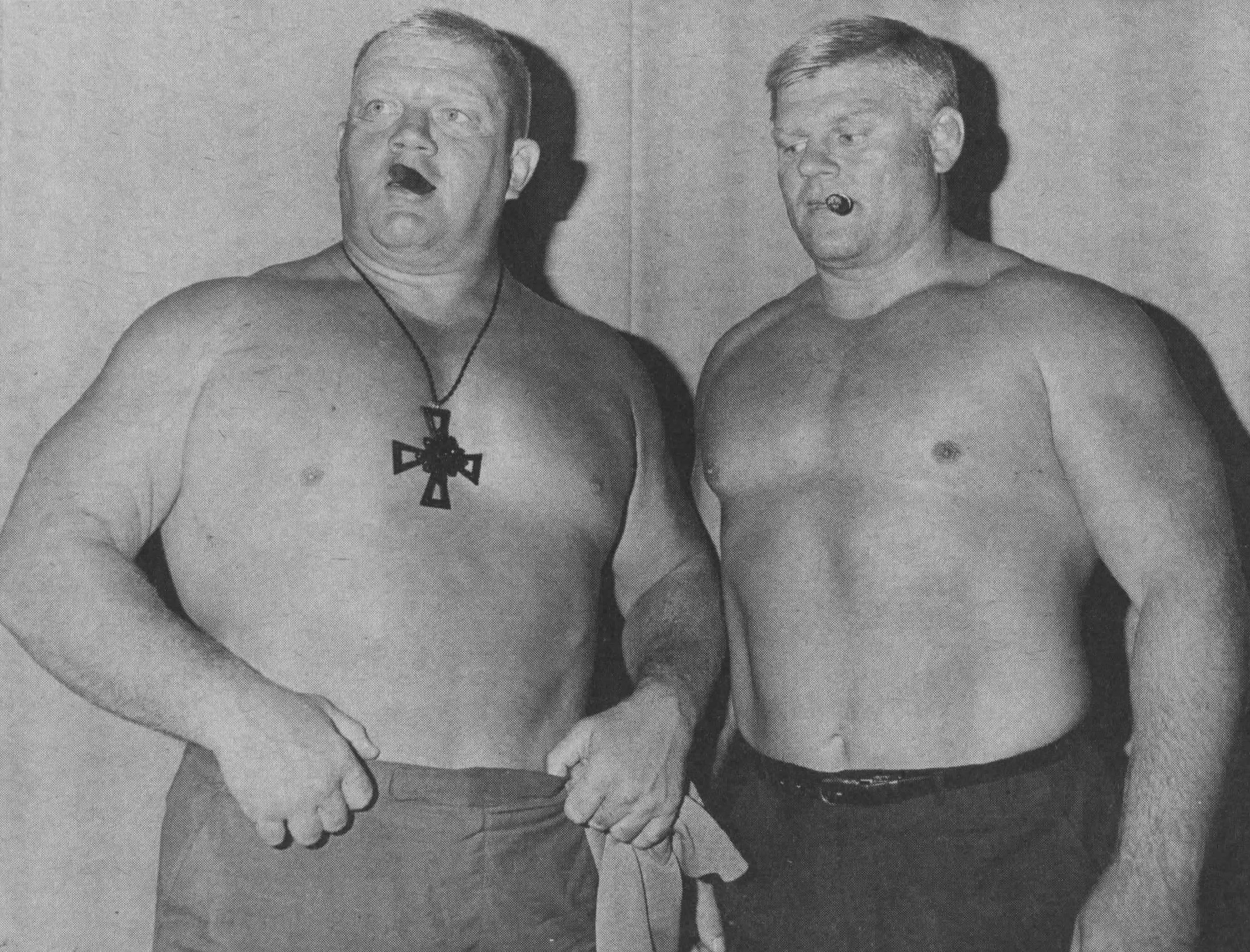
ブルーザー（左）&クラッシャー（1973年）

WWWFから参戦してきたアンドレ・ザ・ジャイアントやブルーノ・サンマルチノともタッグを組み、1973年7月21日にサンマルチノをパートナーにバロン・フォン・ラシク&アーニー・ラッドからWWA世界タッグ王座を奪取、翌1974年にはバリアント・ブラザーズとタイトルを争った。盟友クラッシャー・リソワスキーとのコンビではザ・ブラックジャックスやテキサス・アウトローズなどの強豪チームとの抗争を経て、1975年8月16日にシカゴにてニック・ボックウィンクル&レイ・スティーブンスを破り、AWA世界タッグ王座に返り咲いている。同年9月20日にはインディアナポリスにてジャック・グレイ&ザリノフ・ルブーフのザ・リージョネアーズからWWA世界タッグ王座も奪取、再び二冠王となり、WWA王座は翌1976年3月13日にオックス・ベーカー&チャック・オコーナー、AWA王座は同年7月23日にブラックジャック・ランザ&ボビー・ダンカンに敗れるまで保持した。
その後はシングルでの活動に注力し、NWAセントルイス地区では1978年7月14日にディック・マードックからNWAミズーリ・ヘビー級王座を奪取。AWAではニック・ボックウィンクルのAWA世界ヘビー級王座に再三挑戦し、本拠地のWWAでは1979年から1980年にかけて、同じく「ブルーザー」をリングネームとしていたキングコング・ブロディとWWA世界ヘビー級王座を賭けた抗争を展開した。1982年1月1日には、セントルイス地区のプロモーターだったサム・マソニックの引退興行にてケン・パテラを破り、NWAミズーリ・ヘビー級王座への通算3度目の戴冠を果たしている。同年12月18日にはシカゴにて、当時AWAで大ブレイク中だったハルク・ホーガンともタッグを組んだ。
1983年からはセミリタイアの状態となるも、レジェンドとしてAWAのビッグマッチに登場。1984年にはクラッシャー・リソワスキーと久々にコンビを組み、3月4日にシカゴにてニック・ボックウィンクル&スタン・ハンセン、8月19日にはミルウォーキーにてロード・ウォリアーズと対戦。翌1985年はファビュラス・フリーバーズとも度々対戦し、9月28日にシカゴのコミスキー・パークで開催された "AWA SuperClash" ではクラッシャー&バロン・フォン・ラシクと組み、イワン・コロフ、ニキタ・コロフ、クラッシャー・クルスチェフのザ・ラシアンズとの6人タッグマッチに出場した。
同年に現役を引退し、プロモーターとしてWWAの運営に専念。グレート・ウォージョことグレッグ・ウォジョコウスキーやスコット・スタイナーなどを輩出したが、ビンス・マクマホン・ジュニア体制下のWWFによる全米侵攻の余波で観客動員が落ち込み、1980年代後半にWWAは活動を停止した。その後はWCWにてタレント・エージェントとなって活動。1990年12月16日のスターケードでは、スティング対ブラック・スコーピオンのスチール・ケージ・マッチにてスペシャル・ゲスト・レフェリーを務めた。
1991年11月10日、食道の血管破裂により死去。62歳没。
2021年、WWE殿堂のレガシー部門に迎えられた。

### 日本での活躍
1965年11月、日本プロレスに初来日。11月24日に大阪府立体育館にて、力道山の死後、空位となっていたインターナショナル・ヘビー級王座をジャイアント馬場と争った。当時すでにアメリカではベビーフェイスに転向していたが、日本ではヒールのスタイルを押し通し、この王座決定戦でも3本勝負のうち2本で反則負けを取られ、馬場がストレート勝ちで第3代王者となるも、壮絶な暴れっぷりで馬場を蹂躙した。3日後の11月27日には、蔵前国技館にて馬場の初防衛戦の相手を務めている（結果は1-1のタイスコアの後、両者リングアウトで馬場が防衛）。以降、馬場の同王座には1968年2月28日に東京都体育館、1969年8月12日に札幌中島スポーツセンターにて挑戦した。
タッグでは1968年2月26日、大阪にてアメリカでの宿敵ハーリー・レイスと組み、馬場&アントニオ猪木のBI砲が保持していたインターナショナル・タッグ王座に挑戦。1969年8月11日には札幌にて、盟友クラッシャー・リソワスキーとのコンビでBI砲を破り、同王座を奪取している。2日後の13日に奪還されたものの、この来日時がクラッシャーと組んでの「ブルクラ・コンビ」の日本初参戦であり、大きなインパクトを残した。翌14日には広島県立体育館にてマリオ・ミラノと組み、猪木&吉村道明が保持していたアジアタッグ王座にも挑戦している。
1972年11月にはAWAとの提携ルートでクラッシャーと共に国際プロレスに来日し、11月24日に岡山武道館にてストロング小林&グレート草津のIWA世界タッグ王座に挑戦。11月27日には愛知県体育館にて、小林&草津を相手に日本初の金網タッグデスマッチを行ったが、試合方式を「金網から先に脱出した方が勝ち」というアメリカ式のエスケープ・ルールと誤認、ダウンした小林と草津を残して場外に脱出し、そのまま控室に戻り無効試合になったため、怒った観客が暴動を起こし機動隊が出動するという騒ぎとなった。この来日時、ブルーザーとクラッシャーは「WWA世界タッグ王者チーム」の触れ込みで参戦しており、この金網タッグデスマッチは小林と草津の挑戦を受けたWWA世界タッグ王座の防衛戦として行われ、11月30日には茨城県スポーツセンターにて、決着戦としてIWAとWWAの両タッグ王座のダブルタイトルマッチが組まれたが、この時点での実際のWWA世界タッグ王者チームはザ・ブラックジャックスであり、ブルーザーとクラッシャーはタイトルを保持していなかった（11月29日には東京都体育館にて、小林&マイティ井上との防衛戦も行われている）。
1975年4月に全日本プロレスに初登場し、4月10日に宮城県スポーツセンターにて馬場のPWFヘビー級王座に挑戦、両者の日本での久々の対戦が実現した（この来日前の2月6日、アメリカのカンザスシティでも馬場のPWF王座に挑戦している）。AWAとWWAの両世界タッグ王座戴冠中の翌1976年1月にはクラッシャーとのコンビで全日本プロレスに再来日、1月26日に愛知県体育館、29日に東京都体育館にて、馬場&ジャンボ鶴田のインターナショナル・タッグ王座に連続挑戦している。
1980年3月、国際プロレスに久々に来日。日本プロレス以来となる大木金太郎との対戦が注目され、同時参戦していたモンゴリアン・ストンパーと組んでのラッシャー木村&大木とのタッグマッチや、「和製ブルーザー」と呼ばれたアニマル浜口とのシングルマッチも行われた。これが最後の来日となり、日本マットには日本プロレスに3回、全日本プロレスと国際プロレスに各2回、通算7回参戦したが、いずれも1週間程度の特別参加という大物扱いだった。

## 逸話

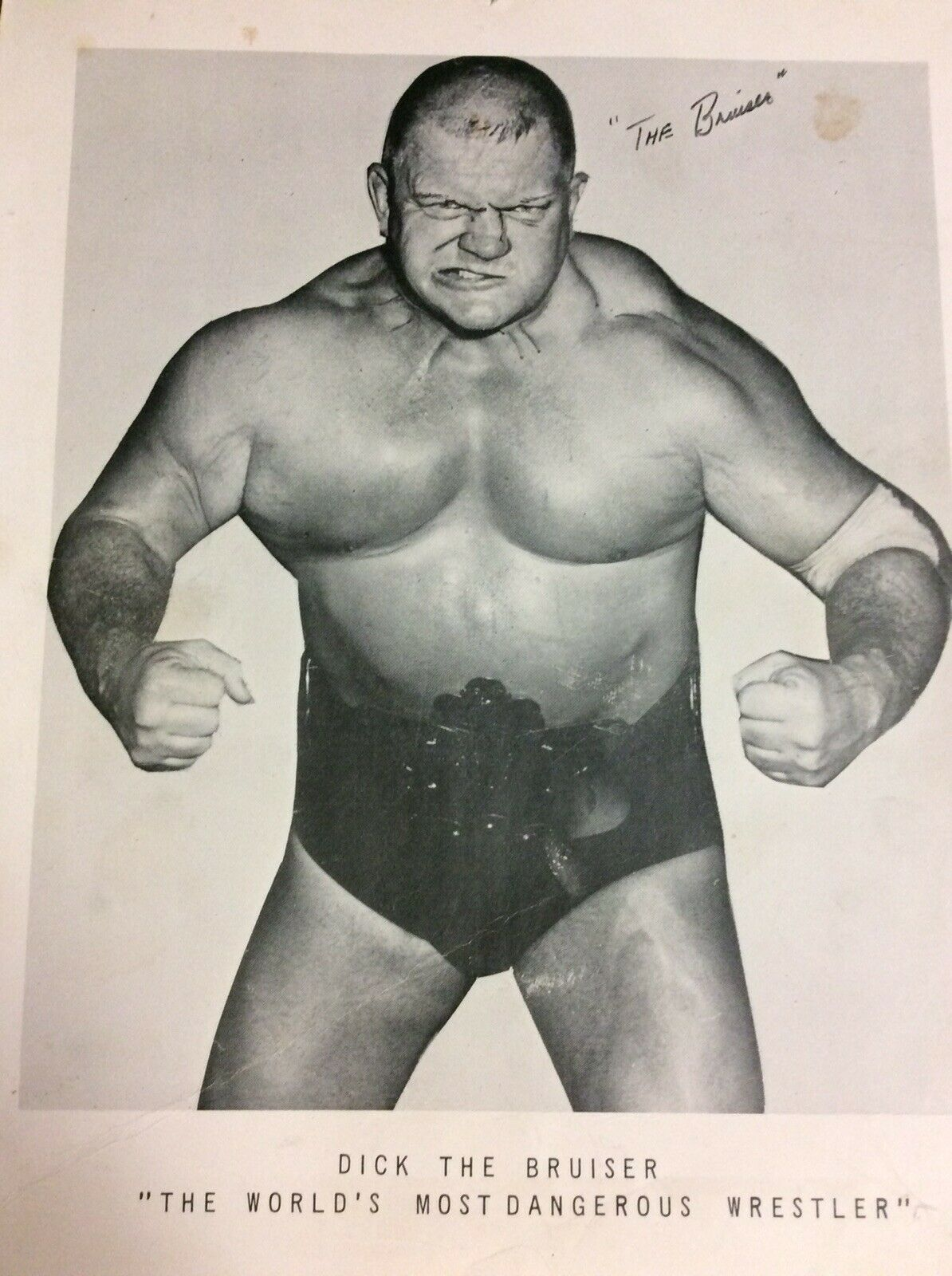
ディック・ザ・ブルーザーの代表的なポートレート（1969年）

生傷男の異名そのままに、「酒場の用心棒をしていた」などという定番的なフィクションも含め、数々の武勇伝を持つ。
- 日本で紹介されたエピソードでは、学生時代はフットボール選手として各大学からスカウトの声が掛かったものの、喧嘩が原因の放校処分で7つの大学を渡り歩いており、結局は卒業出来なかったという。在籍期間の最長はパデュー大学の7カ月間で、地元のインディアナ大学は2日間で退学になったとされる[2][24]。
- 人種差別を憎み[24]、グリーンベイ・パッカーズ初の黒人選手であるボブ・マン（英語版）とは当時チームメイトで、マンがタクシー運転手に人種差別から乗車拒否を受けた際、ブルーザーが運転手に怒り乗車拒否を撤回させたこともあった[36]。自身が主宰していたWWAでも、ボボ・ブラジル、アート・トーマス、アーニー・ラッド、ルーファス・ジョーンズなどの黒人レスラーを重用し、ブラジルとラッドはWWA世界ヘビー級王座を獲得した[12]。
- 国際プロレスでの暴動事件の15年前、1957年11月19日にも、ニューヨークのマディソン・スクエア・ガーデンでの試合（ジェリー・グラハムと組んでのエドワード・カーペンティア&アントニオ・ロッカとのタッグマッチ）において、興奮した観客による暴動騒ぎが起きている[6]。直接の原因はグラハムがロッカを流血させたことによるものだが、ブルーザーはリングに仁王立ちしたまま暴徒と化して詰め寄ってくる観客を次から次へと客席へ投げ飛ばしていたという[7]。その後もブルーザーは翌1958年までMSGに時折出場したが[5][37]、度を越した荒っぽいファイトスタイルのためにニューヨークから永久追放され[2]、以降はWWWFのリングに上がることはなかった[1]。1980年3月の国際プロレス参戦時に、当時国際プロレスの外国人送迎補助兼通訳を務めていた流智美が行ったインタビューでは「謝罪するつもりはない。客が投げた椅子で頭部に裂傷を負った被害者だ。客に椅子を投げ返したのは正当防衛だ」「ガーデンに出場できなくても他に稼ぐ場所はいくらでもある。永久追放? 上等じゃないか」などと答え、追放処分を受けた際にも「嬉しかった。ガーデンに出場するよりも、プライドを守るのが大事だよ」と思ったという[38]。
- 私生活では5回の離婚歴があったとされる[24]。1965年の初来日初戦の直前、ブルーザーは東京スポーツのインタビューに対して「得意技はパンチ、キック、かきむしり、かみつき、そのほかあらゆるラフプレイだ。プロフットボールで暴れすぎて追放されたが、俺のラフさを生かすのはプロレス以外にない。だからこの道に入った。ワイフ? 5回結婚したが今はいない。趣味はビールと女だ」とプロレス入りの経緯や私生活などを語っていた[24]。
- 1965年の初来日時、ジャイアント馬場とのインターナショナル・ヘビー級王者決定戦の調印式でブルーザーは馬場を小僧呼ばわりして凄み、電話帳を真っ二つに破り裂きビール瓶の栓を指で抜いてラッパ飲みするなどのパフォーマンスを敢行。そのあまりの迫力に馬場は貫禄の差を見せ付けられ、震え上がったという[39]。この試合で馬場はブルーザーのあまりのタフさに無我夢中となり、師匠の力道山から「相手が死んでしまうぞ」と止められていた脳天唐竹割りを解禁したとされる。後に馬場は「ブルーザーと聞くだけで背筋がピンとした。あの男は本当にすごかった」と述べている[24]。
- 1980年代にアメリカで馬場と再会した際にも、当時NWAでも屈指の大プロモーターとなっていた馬場に "Hey, Kid! （よう、小僧）" と声をかけて馬場を苦笑させたが、これは業界の後輩に対する親しみを込めた表現でもあり、ブルーザー・ブロディなども彼からは常に「キッド（小僧）」と呼ばれていた。
- プロモーターになってからも、ブルーザー・ブロディ相手にバックステージで大喧嘩をするなど、血気盛んなところは変わらなかった。
- 葉巻を咥えつつビールをラッパ飲みし、野太いしゃがれ声でがなり立てるパフォーマンスがトレードマークだったが、彼のしゃがれた声はNFL時代に喉を負傷したことが原因だという[3]。
- 日本でアントニオ猪木対モハメド・アリの異種格闘技戦が開催された1976年6月25日（アメリカでの現地時間）には、シカゴ・スタジアムでの連動イベントにてブラックジャック・ランザ&ボビー・ダンカンを相手に、当時クラッシャー・リソワスキーと組んで保持していたAWA世界タッグ王座の防衛戦を行っている[40]。この異種格闘技戦に向けて、当初モハメド・アリはブルーザーをスパーリング・パートナーに指名していたが、ブルーザーはその要請を断り、5月にシカゴで行われた猪木のテレビ会見に同席した[41]。6月10日にシカゴのインターナショナル・アンフィシアターにてアリがバディ・ウォルフらとミックスド・マッチを行った際も、アリのマネージャー役のフレッド・ブラッシーに対抗し、レスラー側のセコンドを務めている[41]。
- 1980年3月の国際プロレス参戦時、インディアナポリスから航空機に搭乗した際、空港職員が「ミスター・ブルーザー、遠征ですか。行ってらっしゃい」とノーチェックで通したために、搭乗者名簿には本名のウィリアム・アフィルス（アフリス）ではなくW・ブルーザーとして記載されたまま、成田空港着のノースウエスト航空機で来日した。その際、成田空港に出迎えへ行った月刊プロレスのスタッフは当該便の搭乗者名簿を調べたが "William Afflis" の名前は見当たらず、名簿を端から端までチェックした所、ブルーザーの名義で搭乗していたことを知ったという[42]。
- グラップラー刃牙に登場するリチャード・フィルスは彼がモデルである。

## 得意技
パンチ、キック
ブルーザーの基本戦法であり、同時に彼の喧嘩屋としてのキャラクターを最大限に引き出すムーブでもあった。レスラー仲間の間でも「タフガイ」「化け物」と呼ばれ恐れられた打たれ強さを活かし、相手からの反撃を受けても構わずひたすら殴り、蹴るという豪快な喧嘩ファイトがブルーザー最大の見せ場だった。
ストンピング
相手の腹部などを大袈裟に振り上げた足で体重をかけて踏みつけ、さらに大声で怒鳴りつけながら相手を踏みにじる。
ダイビング・ニー・ドロップ
当時のプロレス界におけるトップロープからの攻撃の定番技。下記のアトミック・ボムズ・アウェイの布石として使われることも多かった。
アトミック・ボムズ・アウェイ（ダイビング・フット・スタンプ）
トップロープから跳躍し、倒れた相手の腹部などを踏みつける、ブルーザー最大の必殺技。踏みつけ方には両足式と片足式の2種類があった。和名は「原爆落とし」だが、現在この呼称で呼ばれることは少ない。
スタンプ・ホールド
変形のベアハッグ。両腕で相手の胴回りを抱き込み絞り込むように締め付けるのは通常のベアハッグと同様だが、相手の体を上下逆さまにして逆さ吊り状態にするのが異なる。頭への血液の逆流を狙う効果があり、ブルーザーにとっては奥の手といえる技。
凶器攻撃
ゴングやロープ、実況席にある電話機など、会場内のありとあらゆるものを凶器として利用した。初来日時の1965年11月27日、蔵前国技館でのジャイアント馬場とのインターナショナル・ヘビー級王座戦の再戦において、リングサイドの床板を蹴破り、その破片で馬場に殴りかかったというエピソードは特に知られている。また、クラッシャー・リソワスキーと同様にメリケンサックを隠し持っていたこともあった。

## 獲得タイトル
NWAデトロイト
- NWA USヘビー級王座（デトロイト版）：7回[8]

NWAシカゴ
- NWA USヘビー級王座（シカゴ版）：2回[43]
- NWA世界タッグ王座（シカゴ版）：1回（w / ハンス・シュミット）[44]

NWAミッドパシフィック・プロモーションズ
- NWA USヘビー級王座（ハワイ版）：1回[9]

セントルイス・レスリング・クラブ
- NWAミズーリ・ヘビー級王座：3回[15]

アメリカン・レスリング・アソシエーション
- AWA世界ヘビー級王座：1回[13]
- AWA世界タッグ王座：5回（w / クラッシャー・リソワスキー）[10]

ワールドワイド・レスリング・アソシエーツ
- WWA世界ヘビー級王座（ロサンゼルス版）：1回[11]

ワールド・レスリング・アソシエーション
- WWA世界ヘビー級王座（インディアナポリス版）：13回[12]
- WWA世界タッグ王座（インディアナポリス版）：14回（w / クラッシャー・リソワスキー×6、ウイルバー・スナイダー×3、ブルーノ・サンマルチノ、ビル・ミラー、スパイク・ヒューバー、ジェフ・ヴァン・キャンプ、ボビー・コルト）[14]

日本プロレス
- インターナショナル・タッグ王座：1回（w / クラッシャー・リソワスキー）[25]

ワールド・チャンピオンシップ・レスリング
- WCW殿堂：1994年[45]

WWE
- WWE殿堂（レガシー部門）：2021年[23]